# Tante Wanda aus Uganda
Pour plus de détails, voir Fiche technique et Distribution.
Tante Wanda aus Uganda (en français, Tante Wanda de l'Ouganda) est un film allemand réalisé par Géza von Cziffra, sorti en 1957.

## Synopsis
Karl von Zeller vit comme un inventeur sans succès séparé de son épouse Rosa avec sa fille Lilli. Lilli aime le petit vendeur Jonas Edelmuth, que Karl refuse catégoriquement, mais il voit un meilleur parti pour Lilli. Un jour, Karl reçoit un télégramme de sa sœur Wanda, qui a épousé un homme important en Ouganda, qui annonce son arrivée. Karl est désespéré, il fait croire à Wanda depuis des années à une famille très différente : il lui a écrit qu'il a eu avec Rosa non seulement Lilli, mais aussi une autre fille et les jumeaux Max et Moritz. Ensemble, ils doivent vivre dans une villa, car Karl est le directeur d’une usine qui fonctionne bien. Wanda transfère régulièrement de l'argent aux enfants depuis des années, ce qui a récemment sauvé Karl de la faillite. Maintenant, un bon conseil coûte cher, d'autant plus que Karl n'a pas d'argent. Comme Wanda devrait léguer ses trois millions de dollars à la famille, Karl s'est allié sans ménagement avec Rosa, propriétaire du restaurant. Ils louent avec l'argent de Rosa, une villa somptueuse et du personnel. Karl accepte forcément que Jonas prétende être son fils Max. Rosa, qui veut réellement divorcer de Karl, imite l'heureuse épouse.
À l'aéroport, la famille accueille Wanda. Elle a amené ses domestiques et tous s'installent dans la villa en location. Les membres de la famille s'expliquent rapidement. La deuxième fille a disparu à bord d'une baleinière, tandis que Moritz est devenu criminel, le mouton noir de la famille et travaille maintenant comme catcheur. Wanda est satisfaite des explications et distribue généreusement ses cadeaux. Jonas reçoit une horloge qui joue une mélodie spéciale en appuyant simplement sur un bouton. La première nuit dans la villa est inconfortable, car les domestiques de Wanda se sont installés dans toutes les chambres et les Zeller doivent donc passer la nuit sur le canapé ou même sur la terrasse. Le lendemain matin, Wanda prend la décision de réconcilier la famille avec Moritz. Jonas doit intervenir, en contenant l'époux de Wanda. Il se comporte de manière irrespectueuse envers Wanda, danse sauvagement avec elle et active par inadvertance la mélodie de l'horloge que Wanda lui a donnée. Wanda prétend qu'elle n'a rien entendu.
Elle fait appel à un détective privé, qui lui présente bientôt la vérité sur la famille. Wanda veut se faire rembourser. Elle insiste pour voir Moritz en train de se battre. Grâce aux relations de Rosa, on trouve un catcheur qui entraîne Jonas et doit perdre dans un combat fictif contre lui après un court laps de temps. Cependant, peu de temps avant le combat, le catcheur est arrêté. Il s'agit donc d'un véritable catcheur qui ignore tout de l'accord. Jonas parvient à prolonger le combat, mais Wanda commence à promettre un gain supplémentaire pour le gagnant. Bien que Karl garde secrètement contre lui et pousse le prix de manière que Jonas et son adversaire prennent toujours l’avance à tour de rôle, Wanda porte finalement le prix à des sommets que Karl ne peut plus se permettre. Elle ne cesse que lorsque Karl avoue le mensonge. La lutte se termine toutefois dans le chaos et une bagarre en masse.
Les Zeller s'en vont de l'appartement de Karl. Ils sont sûrs d'avoir perdu Wanda, mais au moins Rosa envisage maintenant de retourner dans la famille. Elle exige également que Jonas puisse épouser Lilli. Tante Wanda apparaît et dit à la famille qu'elle ne peut être réconciliée que si Jonas est autorisée à épouser Lilli , car il fut le seul à avoir menti uniquement par amour et non par intérêt financier. Elle a également tellement aimé la villa en location qu'elle l'a achetée. Alors, ça finit bien pour tout le monde.

## Fiche technique
- Titre : Tante Wanda aus Uganda
- Réalisation : Géza von Cziffra
- Scénario : Ernst Neubach
- Musique : Ralph Maria Siegel
- Direction artistique : Hans Ledersteger (de), Ernst Richter
- Costumes : Anneliese Ludwig
- Photographie : Ernst W. Kalinke
- Montage : Martha Dübber (de)
- Production : Ernst Neubach
- Société de production : Neubach Film
- Société de distribution : Prisma
- Pays d'origine :  Allemagne de l'Ouest
- Langue : allemand
- Format : Noir et blanc - 1,66:1 - Mono - 35 mm
- Genre : Comédie
- Durée : 82 minutes
- Dates de sortie :
  - Allemagne de l'Ouest : 7 juin 1957.

## Distribution
- Grethe Weiser : Wanda Ramirez
- Rudolf Platte : Karl von Zeller
- Lucie Englisch : Rosa von Zeller
- Ingmar Zeisberg (de) : Lilli von Zeller
- Georg Thomalla : Jonas Edelmuth
- Al Hoosman : Tarzan
- Hans Jürgen Diedrich (de) : Le facteur Müller
- Franz-Otto Krüger : Le détective
- Evelyn Bey : La femme de chambre
- Bruno W. Pantel : L'organisateur du combat

## Source de la traduction
- (de) Cet article est partiellement ou en totalité issu de l’article de Wikipédia en allemand intitulé « Tante Wanda aus Uganda » (voir la liste des auteurs).